# Национални парк Навел Вапи
Национални парк Навел Вапи (шп. Parque Nacional Nahuel Huapi) је најстарији национални парк у Аргентини, основан 1934. Окружује језеро Навел Вапи у подножју Патагонских Анда. Највећи од националних паркова у региону, има површину од 7 050 km² (705 000 ха). Његови пејзажи представљају севернопатагонску андску зону која се састоји од три типа: Алтоандино (са вечитим снегом изнад надморске висине од 1 600 м), Андино-Патагонико (у доњем току брда) и Патагонску степу.   Такође представља и мале делове Валдивијанске прашуме. 
Парк и резерват леже на надморској висини од 720 до 3 574 м, а означени су према категоријама управљања IUCN - Међународне уније за заштиту природе, категоријом II (Национални парк) и IV (Управљачки резерват). Парк је у потпуности заштићен, док је резерват делимично заштићен. Националним парком доминира ланац високих планина Анда, мноштво језера, брзих река, водопада, снегом покривених врхова, глечера и пространих шума. На западној страни се граничи са Чилеом.

## Етимологија
Парк је добио име по језеру које окружује, наиме „Навел Вапи“. На језику мапуче, науел значи „јагуар“, а уапи значи „острво“.

## Историја
Најранија открића Навел Вапија од стране не-аутохтоних народа повезана су са освајањем Чилеа. У лето 1552–1553, гувернер Чилеа Педро де Валдивија послао је Франциска де Вилагру да истражи подручје источно од Анда на географским ширинама града Валдивије. Франциско де Вилагра прешао је Анде кроз превој Мамуил Малал и кренуо на југ док није стигао до реке Лимај у близини језера Навел Вапи.
У колонијално доба истраживачи у потрази за легендарним градом "Сиудад де Лос Цесарес" посетили су зону, а језуитски мисионари који су долазили са архипелага Чилое успоставили су несигурну мисију на обали језера. 
1870-их и 1880-их Перито Морено је предузео низ истраживачких путовања у Патагонију. Касније је радио за граничну комисију аргентинске владе. Истраживање и рад Перита Морена били су од пресудног значаја за обезбеђивање аргентинског суверенитета на подручју Навел Вапи. Као накнаду за своје услуге Перито Морено је добио огроман комад земље око језера Навел Вапи.
1903. Перито Морено је донирао 75 km² земљишта на том подручју савезној влади. Истовремено је предложио стварање националног парка. Указом од 1. фебруара 1909. године препознато је да је том подручју потребна заштита а затим су 1916. године започети радови на успостављању парка и коначно је отворен 1922. године као Јужни национални парк (Parque Nacional del Sur). Укупна површина првобитног националног парка 1916. године премашила је површину донација Перита Морена. Тек је 9. октобра 1934. године Национални парк Навел Вапи стекао данашње име. У исто време 1934. године у Аргентини је основан Национални парк Игвасу. 
За разлику од суптропског националног парка Игвасу, међутим, веровало се да је национални парк умерене климе Навел Вапи у стању да се такмичи са европским туризмом, па су му, заједно са Барилочеом, национални планери за развој туризма дали предност.  Прве године службе Националног парка, 1935, спроведено је неколико прописа који су утицали на Навел Вапи. То је укључивало грађевинске законе, спортски риболов, стандардизацију санитарних услова воде за пиће и издавање продајних дозвола. Простор се отворио за планинарење и друге рекреативне активности након успостављања парка. 

## Географија
Парк се простире на приближно 7 050 km². Налази се у југозападном делу провинције Неукен и северозападном делу провинција Рио Негро, на граници са Чилеом. Парк има две зоне: парк и природни резерват са развојем концентрисаним у резервату. Највећи град и туристичка база је Сан Карлос де Барилоче, који је окружен парком. Сан Карлос де Барилоче је главни центар приликом посете језеру, а познат је као „Капија ка Патагонији“, „Чоколадна престоница“ и „Престоница меденог месеца“ Аргентине. Међутим, град и друга насеља су зонирани ван граница парка. Даље под-зонирање спроведено је са ексклузивним рекреативним подручјем названим Серо Катедрал. Вила Ла Ангостура је још једно одмаралиште поред језера, такође унутар граница парка.
Подручје је познато као Аргентинска језерска област, јер у парку постоји мноштво језера, укључујући језера Навел Вапи, Маскарди, Гутијерез, Трафул, Гиљелмо и Перито Морено. Серо Катедрал је врх висине 2 388 м у парку и важно скијалиште. Серо Тронадор, на чилеанској граници, највиша је планина у парку са 3 491 м висине. На северу се граничи са националним парком Ланин. 
Геологија
Геолошке формације у парку и резервату су углавном терцијарне стене вулканског порекла у комбинацији са андезитима и порфирима. Литице полуострва Сан Педро приказују еродиране глацијалне карактеристике, а језера такође показују бројне глацијалне ефекте.
Клима
Парк има хладну умерену климу. Зиме су хладне и кишовите са честим снежним падавинама. Средње температуре се крећу између 2 и 4 °C током зиме. Лета су сува са средњим температурама у распону од 14 до 16 °C. Средње годишње падавине се крећу од 4 000 мм у Пуерто Блесту и смањује се према истоку, у просеку до само 600 мм у најисточнијим крајевима. 

### Језеро Навел Вапи
Језеро Навел Вапи је највеће и најдубље језеро са бистром водом у језерској области Аргентине, са дубином од 425 м. Смештено у подножју Анда на надморској висини од 767 м, има површину од 544 km². Језеро је истражио језуитски свештеник Николас Маскарди 1670. године који је такође саградио капелу на полуострву Уемул на језеру. Језеро се простире на 100 км преко границе са Чилеом и укључује многе фјордове и Валдивијску умерену кишну шуму.   На јужној обали језера налази се много хотела и ресторана који се баве туризмом. Полуострво Кетриуе на северу језера издвојено је као засебан национални парк, Национални парк Лос Арајанес. Језеро има мноштво острва. Станица за истраживање шума налази се на једном од њих, на острву Викторија, које је природни резерват коме се може приступити чамцима. Острво Уемул било је домаћин пројекта Уемул, аргентинског тајног истраживачког пројекта о нуклеарној фузији 1949–1952. 

### Барилоче
Сан Карлос де Барилоче налази се на јужној обали језера Навел Вапи. Град је основан 1902. Међутим, његов значај као туристичког средишта порастао је након 1930-их када је основан национални парк који га окружује. Познат је под називом „Престоница меденог месеца Аргентине“, осим по производњи чоколаде. Северно од града, пут Седам језера пружа живописне видике пејзажа. Ледници и водопади, који су близу Пампа Линде, налазе се западно од Барилочеа. Такође је база за планинарске излете на планину Тронадор висине 3 554 м (такође позната као Громовник јер падање леда производи такве звукове) угашеног вулканског порекла. Град је добро повезан ваздушним, железничким и друмским саобраћајем. Планински врх Серо Катедрал је центар за зимске спортове, са много стаза за скијање, које су на 23 км од Барилочеа. 

## Биљке и животиње
Екологију парка чине патагонска степа на нижим котама и Валдивијске умерене шуме на вишим котама. Значајан је по богатом дивљем свету због многих биотопа, приписаних различитој надморској висини и опсегу падавина. 
Биљке
Ксерофитска патагонијска флора је доминантна у источној половини парка, док је западна половина обилно прекривена умереним кишним шумама. Доминантне врсте дрвећа у парку су ленгас букве (Nothofagus pumilio), коихуе (Chusquea culeou) и нирес (Nothofagus antarctica). Остале сорте дрвећа које се виде у парку су чилеански кедар (Austrocedrus chilensis), зимска кора (Drimys winteri), Lomatia ferruginea, и др. Fitzroya или патагонски чемпрес је споро растући четинар који је такође присутан. У зонама јаких киша у близини чилеанске границе обилује 450 година старо дрво коихуе (ситнолистне зимзелене букве). Бамбусова трска расте у изобиљу. 
Животиње
Животиње укључују неотропске видре (Lontra longicaudis), јужно андске гвемале (Hippocamelus bisulcus), пудусе (мали јелени), лисице, пуме, гванако и глодаре мараси. У парку је забележена јужна речна видра (Lontra provocax), угрожена домаћа видра.   Од птица су ту Магелански детлићи, зелени папагаји, гуске, патке, лабудови, плавооки корморани, андски кондори (Vultur gryphus) и колибри (Saphonoides sephaniodes). Фауну водоземаца чине и жабе Hylorina sylvatica и Bufo spinolosus. Забележено је пет родова и 32 врсте Simuliidae (црна мува), подврста Simulium са 19 врста; они чине 57% фауне Simuliidae пронађене у Аргентини.
Науелито је језерско чудовиште названо по језеру Навел Вапи, јер се о његовом виђењу у језеру навелико извештава. Без обзира да ли је то чињеница или измишљотина, локално становништво и туристи су о његовом виђењу извештавали са разним описима. Његова дужина је такође пријављена у распону од 4 до 45 м. О њему се извештава од 1920-их, пре Несија а књига под насловом Изгубљени свет (Артур Конан Дојл), Науелита описује као „аргентинску медијску звезду“.

## Рекреација
Парк нуди мноштво начина за рекреацију. Посебно интересантна места у овом контексту су Тронадор, Пуерто Блест, острво Викторија и Пут до 7 језера. Остале могућности за рекреацију доступне су у Серо Катедралу, Лопезу и Пунта Негри. Већина рекреационих активности односи се на планинарење по високим планинама и стрмим брдима осим рафтинга, скијања у Серо Катедралу, вожње кајаком у Пура Вида, брдског бициклизма, пењања по стенама, змајевског сурфовања, падобранства, параглајдинга, голфа на Лао Лао. 
Неке од добро развијених планинарских рута су: Успон на вулкан Громовник, који има неколико стаза које сежу до великих ледника; стазе до Тронадора (угашени вулкан); стазе које повезују склониште Сан Мартин и Манфредо Сегре (Црна лагуна); походе до Лопеза и до видиковца Хабсбуршке стене, шетња која води до Пампе Линде и др.
Трекинг руте имају смештајне капацитете на неколико локација, а стазе зависе од кондиције, а удаљеност варира од најмање 12 км до највише 45 км што укључује 1-2-3 и више од 4 дана трекинга. Стазе се сврставају у четири категорије, у зависности од терена и тежине пењања по неравним брдима висине од 200 до 3 000 м.
|  |  |  |  |